# Qatar i olympiska sommarspelen 2000
Qatar deltog i de olympiska sommarspelen 2000 med en trupp bestående av 17 deltagare, alla män, och de tog totalt en medalj.

## Medaljer

### Brons
- Said Saif Asaad - Tyngdlyftning, tungvikt 105 kg

## Friidrott
Herrarnas 400 meter
- Ibrahim Ismail Muftah
  1. Omgång 1 - 45.48
  2. Omgång 2 - 45.96 (gick inte vidare)
- Salaheldin Elsafi Bakkar
  1. Omgång 1 - 46.16 (gick inte vidare)

Herrarnas 800 meter
- Abdu I. Yousuf
  1. Omgång 1 - 01:53.23 (gick inte vidare)

Herrarnas 5 000 meter
- Mohammed Suleiman
  1. Omgång 1 - 13:30.12
  2. Final - 13:45.10 (14;e plats)
- Ahmed Ibrahim Warsama
  1. Omgång 1 - 14:00.30 (gick inte vidare)

Herrarnas 4 x 400 meter stafett
- Ahmed H. Al-Imam, Salaheldin Elsafi Bakkar, Mubarak Faraj Al-Nubi, Ibrahim Ismail Muftah
  1. Omgång 1 - DQ (gick inte vidare)

Herrarnas 3 000 meter hinder
- Khamis Abdullah Saifeldin
  1. Omgång 1 - 08:23.94
  2. Final - 08:30.89 (10:e plats)

Herrarnas kulstötning
- Bilal Saad Mubarak
  1. Kval - 18.30 (gick inte vidare)

Herrarnas diskuskastning
- Rashid Shafi Al-Dosari
  1. Kval - 54.47 (gick inte vidare)

Herrarnas längdhopp
- Abdulrahman Faraj Al-Nubi
  1. Kval - NM (gick inte vidare)

Herrarnas maraton
- Rashid Khaled Jamal
  1. Final - DNF